# Opération Quicksilver (1978)
L'opération Quicksilver est un ensemble de 16 essais nucléaires menés par les États-Unis sur les sites d'essais du Nevada. Ces essais suivent l'opération Cresset (en) et précèdent l'opération Tinderbox. L'opération s'étale de novembre 1978 à septembre 1979.
| Nom           | Date et heure (TU)          | Heure locale, | Site                                                               | Élévation et altitude                    | Espace d'action Objectif(s)                   | Appareil | Puissance | Retombée          | Références |
| ------------- | --------------------------- | ------------- | ------------------------------------------------------------------ | ---------------------------------------- | --------------------------------------------- | -------- | --------- | ----------------- | ---------- |
| Emmenthal     | 2 novembre 1978 15:25:00    | UTC-08:00     | NTS, zone U19t (37°17′16″N 116°17′54″W / 37.28789°N 116.29838°W )  | 2 104 m (6 903 pi) – 576,1 m (1 890 pi)  | puits souterrain, développement de l'armement | NC       | 2.5 kt    | NC                | ,          |
| Concentration | 1er décembre 1978 17:07:30  | UTC-08:00     | NTS, zone U3kn (37°01′47″N 116°01′30″W / 37.02965°N 116.02488°W )  | 1 189 m (3 901 pi) – 247,59 m (812 pi)   | puits souterrain, développement de l'armement | NC       | 600 t     | NC                | ,          |
| Farm          | 16 décembre 1978 15:30:00   | UTC-08:00     | NTS, zone U20ab (37°16′24″N 116°24′40″W / 37.27334°N 116.41116°W ) | 1 979 m (6 493 pi) – 689 m (2 260 pi)    | puits souterrain, développement de l'armement | NC       | 140 kt    | Souffle           | ,          |
| Baccarat      | 24 janvier 1979 18:00:00    | UTC-08:00     | NTS, zone U7ax (37°06′19″N 116°00′45″W / 37.10536°N 116.01253°W )  | 1 311 m (4 301 pi) – 326,44 m (1 071 pi) | puits souterrain, développement de l'armement | NC       | 6 kt      | NC                | ,          |
| Quinella      | 8 février 1979 20:00:00.089 | UTC-08:00     | NTS, zone U4l (37°06′09″N 116°03′21″W / 37.10243°N 116.05571°W )   | 1 241 m (4 072 pi) – 579,1 m (1 900 pi)  | puits souterrain, développement de l'armement | NC       | 89 kt     | NC                | ,          |
| Kloster       | 15 février 1979 18:05:00    | UTC-08:00     | NTS, zone U2eo (37°09′07″N 116°04′22″W / 37.15196°N 116.07271°W )  | 1 297 m (4 255 pi) – 536,4 m (1 760 pi)  | puits souterrain, développement de l'armement | NC       | 20 kt     | Souffle           | ,          |
| Memory        | 14 mars 1979 18:30:00       | UTC-08:00     | NTS, zone U3kg (37°01′40″N 116°02′26″W / 37.02778°N 116.04062°W )  | 1 190 m (3 904 pi) – 364,85 m (1 197 pi) | puits souterrain, développement de l'armement | NC       | 5 kt      | NC                | ,          |
| Freezeout     | 11 mai 1979 16:00:00        | UTC-08:00     | NTS, zone U3kw (36°59′53″N 116°01′06″W / 36.99818°N 116.01844°W )  | 1 177 m (3 862 pi) – 335,3 m (1 100 pi)  | puits souterrain, développement de l'armement | NC       | 5 kt      | NC                | ,          |
| Pepato        | 11 juin 1979 14:00:00       | UTC-08:00     | NTS, zone U20ad (37°17′23″N 116°27′22″W / 37.28963°N 116.45614°W ) | 1 913 m (6 276 pi) – 681 m (2 234 pi)    | puits souterrain, développement de l'armement | NC       | 100 kt    | I-131, souffle, 0 | ,          |
| Chess         | 29 juin 1979 15:00:13       | UTC-08:00     | NTS, zone U7at (37°06′27″N 116°00′57″W / 37.10761°N 116.01585°W )  | 1 309 m (4 295 pi) – 335,3 m (1 100 pi)  | puits souterrain, développement de l'armement | NC       | 1.5 kt    | NC                | ,          |
| Fajy          | 28 juin 1979 14:44:00       | UTC-08:00     | NTS, zone U2fc (37°08′35″N 116°05′18″W / 37.14305°N 116.08847°W )  | 1 303 m (4 275 pi) – 536 m (1 759 pi)    | puits souterrain, développement de l'armement | NC       | 22 kt     | I-131, souffle, 0 | ,          |
| Burzet        | 3 août 1979 15:07:30        | UTC-08:00     | NTS, zone U4ai (37°05′02″N 116°04′15″W / 37.0839°N 116.07076°W )   | 1 235 m (4 052 pi) – 450 m (1 476 pi)    | puits souterrain, développement de l'armement | NC       | 20 kt     | souffle           | ,          |
| Offshore      | 8 août 1979 15:00:00        | UTC-08:00     | NTS, zone U3ks (37°00′53″N 116°00′32″W / 37.0147°N 116.00887°W )   | 1 182 m (3 878 pi) – 396,54 m (1 301 pi) | puits souterrain, développement de l'armement | NC       | 20 kt     | NC                | ,          |
| Hearts        | 6 septembre 1979 15:00:00   | UTC-08:00     | NTS, zone U4n (37°05′17″N 116°03′13″W / 37.08806°N 116.05356°W )   | 1 232 m (4 042 pi) – 640,02 m (2 100 pi) | puits souterrain, développement de l'armement | NC       | 140 kt    | NC                | ,          |
| Pera          | 8 septembre 1979 17:02:00   | UTC-08:00     | NTS, zone U10bd (37°09′18″N 116°02′21″W / 37.15495°N 116.03906°W ) | 1 280 m (4 199 pi) – 200 m (656 pi)      | puits souterrain, développement de l'armement | NC       | 5 kt      | NC                | ,          |
| Sheepshead    | 26 septembre 1979 15:00:00  | UTC-08:00     | NTS, zone U19aa (37°13′46″N 116°21′53″W / 37.22935°N 116.36482°W ) | 2 033 m (6 670 pi) – 640 m (2 100 pi)    | puits souterrain, développement de l'armement | NC       | 140 kt    | NC                | ,          |